# King of the Rocket Men
Pour plus de détails, voir Fiche technique et Distribution.
King of the Rocket Men est un film américain de serial réalisé par Fred C. Brannon, sorti en 1949.

## Fiche technique
- Titre : King of the Rocket Men
- Réalisation : Fred C. Brannon
- Scénario : Royal K. Cole, William Lively et Sol Shor
- Musique : Stanley Wilson
- Pays d'origine : États-Unis
- Format : Noir et blanc - 1,37:1 - Mono
- Genre : science-fiction
- Date de sortie : 1949

## Distribution
- Tristram Coffin (en) : Jeffrey King
- Mae Clarke : Glenda Thomas
- Don Haggerty : Tony Dirken
- House Peters Jr. (en) : Burt Winslow
- James Craven (en) : Millard
- I. Stanford Jolley (en) : Bryant
- Ted Adams : Martin Conway
- Stanley Price (en) : Gunther Von Strum
- David Sharpe : Blears / Cliff / Stark
- Frank O'Connor : Garde
- Buddy Roosevelt : Phillips